# Roger Young
Roger Jay Young (nascido em 21 de março de 1953) é um ex-ciclista olímpico estadunidense. Representou sua nação na prova de velocidade nos Jogos Olímpicos de Verão de 1972, em Munique, Rússia.